# يشما جيل
ياشما جيل ( (بالأردية: یشما گل) من مواليد 20 نوفمبر 1989) هي ممثلة سينمائية وتلفزيونية باكستانية. بعد تألقها في أداء الأدوار المساعدة في عدد من الأعمال ، لعبت جيل الأدوار الرئيسية في الأعمال ذائعة الصيت Ki Jaana Main Kaun (2018) و Kab Mere Kehlaoge (2018) ، ولاقت الكثير من الشهرة والثناء على دورها في المسلسل الرومانسي Pyar Ke Sadqay (2020). ثم في عام 2019 ، أطلقت جيل قناة الفيديو الخاصة بها على YouTube.

## الحياة الشخصية
ولدت جيل في البنجاب في باكستان. وكانت ملحدة حتى سن المراهقة ولكنها أثناء دراستها في أستراليا اعتنقت الإسلام. وكشفت جيل في مقابلة تليفزيونية أجرتها مع الفنانة والإعلامية Samina Peerzada عن رحلتها الروحية وكيف عادت إلى الإسلام بعد الإلحاد. أتمت جيل دراسة علم النفس في جامعة لاتروب في أستراليا ، ثم عادت إلى وطنها.

## فيلموغرافيا

### فيلم
| سنة  | عنوان       | دور   | ملحوظات                       |
| ---- | ----------- | ----- | ----------------------------- |
| 2019 | الخطأ رقم 2 | راقصة | ظهور خاص في أغنية "Gali Gali" |

### تلفيلم
| سنة  | عنوان          | دور   | شبكة      | ملحوظات |
| ---- | -------------- | ----- | --------- | ------- |
| 2017 | انظر تشوب جانا | أليزي | A-Plus Tv | تلفيلم  |

### فيلم قصير
| سنة  | عنوان         | دور   | شبكة      | ملحوظات   |
| ---- | ------------- | ----- | --------- | --------- |
| 2022 | Truth Or Dare | سايمة | See Prime | فيلم قصير |

## روابط خارجية
- [http://www.imdb.com/name/nm10209803/ Yashma Gill

] في قاعدة بيانات الأفلام على الإنترنت
- Yashma Gill على تويتر.
- [https://www.instagram.com/yashmagillofficial/ Yashma Gill

] على إنستغرام
- Yashma Gill  على فيسبوك.
- Yashma Gill's channel on YouTube